# Minuit dans le jardin du bien et du mal (film)
Pour les articles homonymes, voir Minuit dans le jardin du bien et du mal.
Pour plus de détails, voir Fiche technique et Distribution.
Minuit dans le jardin du bien et du mal (Midnight in the Garden of Good and Evil) est un film de procès américain réalisé par Clint Eastwood et sorti en 1997. C'est l'adaptation du roman non fictionnel de John Berendt, lui-même basé sur des faits réels survenus à Savannah en Géorgie en 1980.

## Synopsis
John Kelso est envoyé à Savannah par le magazine Town and Country pour couvrir la grande fête qu'organise chaque Noël Jim Williams dans sa résidence, Mercer House, située au cœur de la ville. Durant la nuit, Jim Williams est arrêté et inculpé du meurtre de son jeune compagnon, Billy Hanson. Intéressé, John Kelso décide de rester.

## Fiche technique
- Titre original : Midnight in the Garden of Good and Evil
- Titre français : Minuit dans le jardin du bien et du mal
- Réalisation : Clint Eastwood
- Scénario : John Lee Hancock, d'après le roman non fictionnel Minuit dans le jardin du bien et du mal de John Berendt
- Musique originale : Lennie Niehaus
- Direction artistique : Jack G. Taylor Jr.
- Décors : Henry Bumstead
- Costumes : Deborah Hopper
- Photographie : Jack N. Green
- Montage : Joel Cox
- Production : Clint Eastwood et Arnold Stiefel

Producteur associé : Michael Maurer
Coproducteur : Tom Rooker
Producteur délégué : Anita Zuckerman
- Sociétés de production : Warner Bros., Silver Pictures et Malpaso Productions
- Société de distribution : Warner Bros.
- Budget : 30 000 000 $ (estimation)
- Pays de production :  États-Unis
- Langue originale : anglais
- Genre : drame, thriller, film à énigme
- Durée : 155 minutes
- Dates de sortie[1] :
  - États-Unis : 21 novembre 1997
  - France : 11 mars 1998
  - Belgique : 18 mars 1998

## Distribution
- John Cusack (V. F. : Renaud Marx ; V. Q. : Pierre Auger) : John Kelso
- Kevin Spacey (V. F. : Gabriel Le Doze ; V. Q. : Hubert Gagnon) : Jim Williams
- Jack Thompson (V. F. : Benoît Allemane ; V. Q. : Yves Massicotte) : Sonny Seiler
- Jude Law (V. F. : Ludovic Baugin ; V. Q. : Joël Legendre) : Billy Hanson
- Paul Hipp (V. F. : William Coryn ; V. Q. : Alain Zouvi) : Joe Odom
- The Lady Chablis (V. F. : Luc Boulad ; V. Q. : François Sasseville) : Chablis Deveau
- Alison Eastwood (V. F. : Marine Jolivet ; V. Q. : Anne Dorval) : Mandy Nicholls
- Anne Haney : Margaret Williams
- Irma P. Hall (V. Q. : Anne Caron) : Minerva
- Kim Hunter (V. Q. : Louise Rémy) : Betty Harty
- Bob Gunton (V. F. : Hervé Jolly ; V. Q. : Denis Mercier) : Finley Largent
- Patrika Darbo (V. F. : Véronique Alycia) : Sara Warren
- Michael Rosenbaum (V. F. : Mathias Kozlowski ; V. Q. : Jacques Lavallée) : George Tucker
- Kevin Harry (V. F. : Lucien Jean-Baptiste) : Phillip
- Sonny Seiler (V. F. : Joseph Falcucci) : le juge White
- Geoffrey Lewis : Luther Driggers, le 1er juré
- Ann Cusack : la livreuse
- James Gandolfini : un cuisiner (caméo non crédité)

Référence : Doublage Québec

## Production

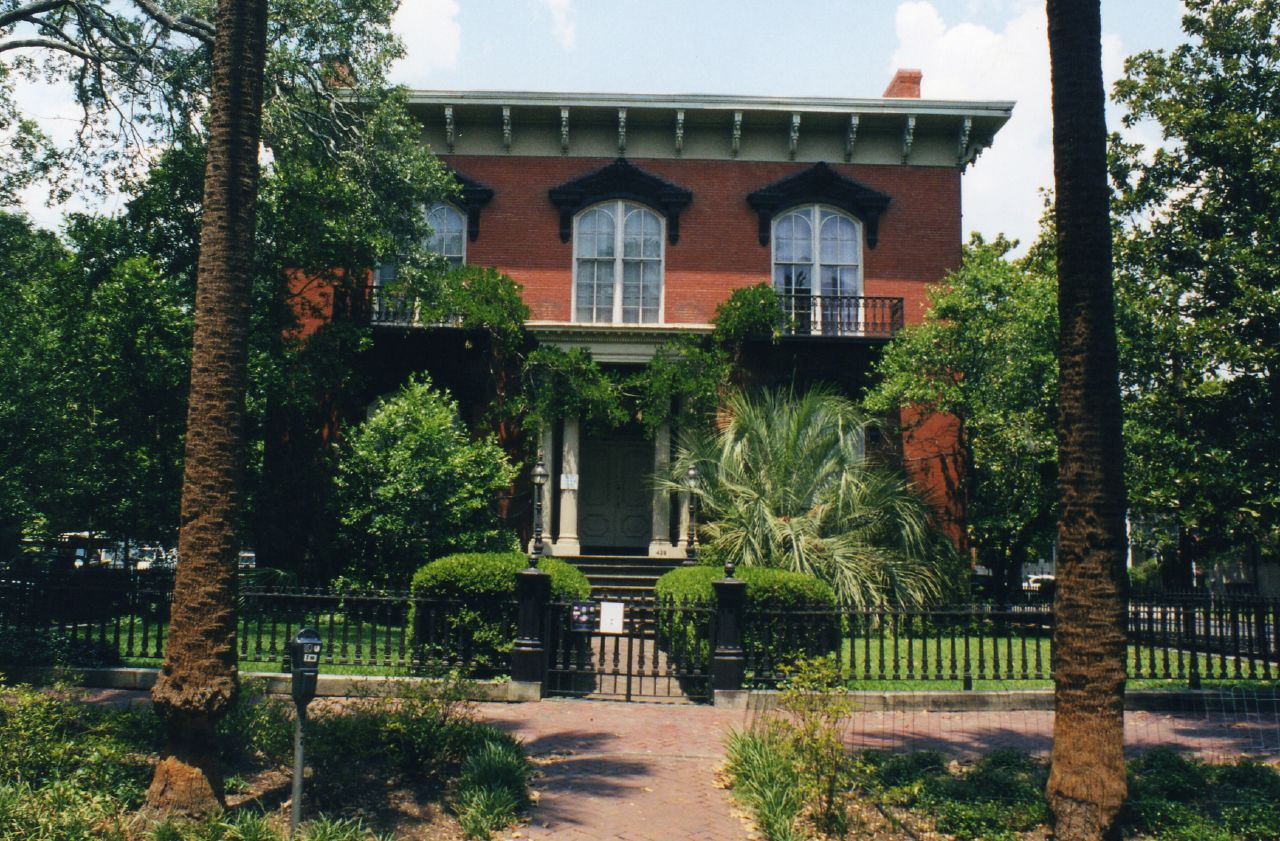
La Mercer House à Savannah.

### Genèse et développement
Le projet a été un temps développé par Robert Redford et Jack Nicholson.

### Attribution des rôles
Le rôle de John Kelso est d'abord proposé à Edward Norton, qui l'a refusé.
Le film marque la dernière apparition à l'écran de Dorothy Loudon. À l'inverse, il s'agit du premier long métrage de Michael Rosenbaum, plus tard révélé avec son rôle de Lex Luthor dans la série Smallville.

### Tournage
Le tournage a eu lieu principalement à Savannah dans l'État de Géorgie (Mercer House, Tomochichi Federal Building, Parc Forsyth, Bonaventure Cemetery, etc.) mais également sur les plateaux 21 et 22 des Warner Brothers Burbank Studios à Burbank en Californie.
Au tout début du film, puis à la fin (et en page de couverture du livre), apparaît une statue baptisée Bird Girl (en) (la « fille aux oiseaux ») qui se trouvait à l'époque dans le cimetière de Bonaventure, et qui a rejoint en 1997 les collections du musée Telfair (en) de Savannah.

### Bande originale
L'album est dédié à la mémoire de Johnny Mercer.
| 1.  | Skylark                                    | Hoagy Carmichael, Johnny Mercer       | k.d. lang        | 3:46 |
| 2.  | Too Marvelous for Words                    | Richard Whiting, Mercer               | Joe Williams     | 3:40 |
| 3.  | Autumn Leaves                              | Joseph Kosma, Jacques Prévert, Mercer | Paula Cole       | 7:24 |
| 4.  | Fools Rush In (Where Angels Fear to Tread) | Rube Bloom, Mercer                    | Rosemary Clooney | 4:10 |
| 5.  | Dream                                      | Mercer                                | Brad Mehldau     | 5:10 |
| 6.  | Days of Wine and Roses                     | Henry Mancini, Mercer                 | Cassandra Wilson | 4:47 |
| 7.  | That Old Black Magic                       | Harold Arlen, Mercer                  | Kevin Spacey     | 3:33 |
| 8.  | Come Rain or Come Shine                    | Arlen, Mercer                         | Alison Eastwood  | 4:32 |
| 9.  | Ac-Cent-Tchu-Ate The Positive              | Arlen, Mercer                         | Clint Eastwood   | 3:35 |
| 10. | This Time the Dream's on Me                | Arlen, Mercer                         | Alison Krauss    | 3:46 |
| 11. | Laura                                      | David Raksin, Mercer                  | Kevin Mahogany   | 4:49 |
| 12. | Midnight Sun                               | Lionel Hampton, Sonny Burke, Mercer   | Diana Krall      | 4:01 |
| 13. | I'm an Old Cowhand (From the Rio Grande)   | Mercer                                | Joshua Redman    | 4:59 |
| 14. | I Wanna Be Around                          | Sadie Vimmerstedt, Mercer             | Tony Bennett     | 2:10 |

## Distinctions
Source : Internet Movie Database

### Récompense
- Society of Texas Film Critics Awards 1997 : meilleur acteur dans un second rôle pour Kevin Spacey (également pour L.A. Confidential)

### Nominations
- GLAAD Media Awards 1998 : meilleur film
- Political Film Society 1998 : prix Human rights